# William Thompson (längdåkare)
William Brown Dickson Thompson, född 18 maj 1905 i Kemptville i Ontario, död 3 april 1994 i Nepean i Ontario, var en kanadensisk längdåkare. Han var med i de olympiska vinterspelen 1928 i Sankt Moritz och kom på 38:e plats på 18 kilometer. William tävlade även i nordisk kombination, men bröt den tävlingen.